# Sarah Siddique
Sarah Siddique (født 1997) er tidligere formand for Landssammenslutningen af Handelsskoleelever (LH).
Siddique startede med at være aktiv i LH i 2015. Hun har tidligere gået på HHX og er senere skiftet til den merkantile Eux. Hun har blandt andet optrådt på forskellige nyhedsmedier som TV2 News hvor hun har snakket om uddannelse og elevernes rettigheder.
Sarah Siddique har gennem sit virke som formand for Landssammenslutningen af Handelsskoleelever været medstiller på Danmarks første borgerforslag, der var for afskaffelsen af uddannelsesloftet, og sat øget fokus på den merkantile Eux og været med til at sikre at Eux'en fik en god start i uddannelsesverdenen. 
Sarah startede som Regionsformand for Sjælland og ved at sidde i LH's bestyrelse sit første år. Til den næstkommende generalforsamling i Landssammenslutningen af Handelsskoleelever blev hun valgt til at sidde i forretningsudvalget som organisatorisk landsvalgt. Senere blev hun konstitueret som politisk næstformand. Siddique blev samme år konstitueret formand, og 3 måneder efter blev hun valgt til posten som formand på den ekstraordinære generalforsamling i Landssammenslutningen af Handelsskoleelever.